# Usseewa
Usseewa (うっせぇわ), Kurzform von urusaiwa (うるさいわ, auf Deutsch „Sei still“ oder „Halt den Mund“), ist ein Lied der japanischen Sängerin Ado, das am 23. Oktober 2020 auf digitaler Ebene veröffentlicht wurde und ihr musikalisches Debüt als Major-Künstlerin darstellt.
Der Liedtext kritisiere laut Ado den von der Gesellschaft bezeichneten gesunden Menschenverstand, wobei Ado selbst die Wut und Unzufriedenheit aus Teilen der Bevölkerung gegenüber der Gesellschaft zum Ausdruck bringt. Das Lied erreichte vor allem innerhalb der jüngeren Bevölkerung Japans große Popularität.

## Hintergrund und Veröffentlichung
Im Jahr 2017 begann Ado im Alter von 15 Jahren ihre musikalischen Aktivitäten zunächst als sogenannte Utaite, eine Produzentin von Coverliedern die auf Videoplattformen wie Niconico und YouTube veröffentlicht werden.
Neun Tage vor ihrem 18. Geburtstag unterschrieb sie einen Plattenvertrag mit dem japanischen Ableger des Musiklabels Universal Music und veröffentlichte am 23. Oktober 2020, einem Tag vor ihrem 18. Geburtstag, das Lied Usseewa zusammen mit einem dazugehörigen Musikvideo, welches durch Wooma produziert wurde.
Produziert und komponiert wurde das Lied durch den Vocaloid-Produzenten Syudō zu dessen Fans Ado zählt.
Im Jahr 2021 erschien eine Remixversion des Liedes durch den Musikproduzenten Giga.

## Inhalt
Usseewa ist Ados erstes eigenes musikalisches Werk. Komponiert und produziert wurde das Lied von Vocaloid-Produzent Syudō, zu dessen Fans sie sich selbst zählt. Der Begriff Usseewa ist im Deutschen etwa mit Halt den Mund! gleichzusetzen. Usseewa ist die Kurzform des japanischen Ausdrucks Urusaiwa. Das Lied nutzt Kraftausdrücke, was in der breiten japanischen Gesellschaft kritisch gesehen wurde bzw. wird.

## Erfolg und Wahrnehmung
Knapp sechs Wochen nach der Veröffentlichung der Single erreichte das Musikvideo bereits zehn Millionen Aufrufe auf YouTube. Nach knapp sechs Monaten wurde die Marke von 100 Millionen Aufrufe auf YouTube erreicht. Auch auf der Internetseite des japanischen Ablegers des US-amerikanischen Musikmagazins Billboard erreichte das Lied binnen 17 Wochen 100 Millionen Aufrufe.
Das Lied selbst erreichte Platz eins der Billboard Japan Hot 100, sowie auf den Digital Singles Charts und Streaming Charts von Oricon. In den Global-200-Charts von Billboard erreichte das Lied seine Höchstplatzierung in der Woche des 27. Februar 2021 mit Platz 41.
Bei den MTV Video Music Awards Japan 2021 wurde das Lied in der Kategorie MTV Breakthrough Song ausgezeichnet. Syudou, der Produzent und Komponist des Liedes, wurde 2023 mit der Goldmedaille bei den NexTone Awards bedacht.
Trotz des immensen Erfolgs des Liedes wurde Usseewa aufgrund seines Liedtextes und den darin vorkommenden Kraftausdrücken kritisch beäugt. Viele Eltern machten sich Sorgen, dass der Inhalt des Liedes ihre Kinder in einer negativen Weise beeinflussen könnte. Dieses Thema wurde vom japanischen Fernsehsender Fuji TV in der Sendung High Noon TV Viking! MORE aufgegriffen, in der Kinder begannen den Text zu singen bzw. die Ausdrücke anderweitig zu nutzen. Dies hatte zur Folge, dass das Lied in manchen Kindergärten und Vorschulen verboten wurde. Einzelne Stimmen entgegneten der Kritik, dass Kinder dieses Lied nur hörten und mitsängen, da es eingängig ist und die Bedeutung der genutzten Worte noch nicht verstehen könnten. Zudem sei es fast unmöglich Kinder vom Hören des Liedes abzuhalten, da es aufgrund des Erfolgs im Fernsehen und in Einkaufszentren gespielt werde.
Ado selbst erklärte, dass das Lied ihrer Anhängerschaft dabei helfen sollte, Stress abzubauen. Weiter sagte sie, dass sie die Wut und den Frust an der Stelle anderer Leute heraussingt, da sie möchte, dass andere ein positives Leben führen.